# Haringtonhippus
Haringtonhippus ist eine ausgestorbene Gattung aus der Familie der Pferde. Sie war im Pleistozän in Nordamerika verbreitet. Es handelt sich um leicht gebaute Pferde, die die Ausmaße des Asiatischen Esels erreichten. Markant war ihr langer und schlanker Fuß, der sie von den anderen, eher breitfüßigen Pferden des nordamerikanischen Kontinents unterscheidet. Ursprünglich wurden die Tiere, die heute zu Haringtonhippus gehören, innerhalb der Gattung Equus geführt und dort bezugnehmend auf den schlanken Fuß als stilt-legged horses bezeichnet. Anfänglich nahmen Wissenschaftler eine nähere Beziehung zu den Asiatischen Eseln an, genetische Untersuchungen Anfang des 21. Jahrhunderts ließen dann aber eine engere Verwandtschaft mit der Wildpferd-Hauspferd-Linie vermuten. Weitere genetische Analysen aus dem Jahr 2017 führten dann zur Aufstellung einer eigenständigen Gattung.

## Merkmale
Die Gattung Haringtonhippus wurde nach genetischen Daten definiert, eine morphologisch-anatomische Beschreibung erfolgte nicht. Sie umfasst leicht gebaute Pferde von der Größe des Asiatischen Esels (Equus hemionus). Gewichtsschätzungen reichen von 167 bis 251 kg beziehungsweise bis 368 kg. Der Schädel maß beim Holotyp der Gattung 43,8 cm in der Länge, seine Breite betrug auf Höhe der Orbita 17,5 cm. Der Gesichtsschädel nahm etwa drei Viertel der Gesamtlänge ein. Das Nasenbein erstreckte sich davon wieder über etwa ein Viertel der Gesamtlänge. Der Unterkiefer wurde insgesamt 38 cm und im Bereich des ersten Molaren rund 7 cm hoch. Das Gebiss entsprach dem der heutigen Pferde, die obere Backenzahnreihe erreichte eine Länge von 13,5 cm, was etwa 30,5 % der Schädellänge entsprach. Dies ist deutlich kürzer als beim Asiatischen Esel. Das gewundene Zahnschmelzmuster auf der Kauoberfläche der Molaren war weniger komplex. Im Körperbau entsprach Haringtonhippus den heutigen Pferden. Wie bei diesen bestanden die Vorder- und Hinterfüße aus jeweils nur einem Strahl (Strahl III), allerdings kamen die seitlich ansetzenden Zehenstrahlen II und IV als Griffelbeine noch rudimentär vor. Charakteristisch ist der Mittelfußknochen, er besaß bei Haringtonhippus Längen von 25,1 bis 29,0 cm bei einem Durchmesser von 2,2 bis 3,0 cm, hatte also insgesamt einen schlanken Bau. Vergleichbar dazu ist der Metatarsus des Asiatischen Esels, dessen Längen zwischen 23,6 bis 27,0 cm variieren, der Durchmesser beträgt 2,4 bis 3,1 cm. Die ausgestorbene Pferdeform Equus lambei hat dem gegenüber einen deutlich robusteren Mittelfußknochen mit Längen von 23,4 bis 26,7 cm und einem Durchmesser von 2,7 bis 3,5 cm. Noch massiver ist der vom ebenfalls ausgestorbenen Equus scotti, die entsprechenden Werte liegen bei 27,3 bis 31,1 cm Länge beziehungsweise 2,9 bis 3,8 cm Durchmesser.

## Fossilfunde
Haringtonhippus ist lediglich aus dem Pleistozän von Nordamerika bekannt. Dort konnte die Gattung von Texas im Süden bis zum Territorium Yukon im Norden nachgewiesen werden. Hierzu gehören etwa das umfangreiche Fossilmaterial aus der Natural Trap Cave in Wyoming oder der Gypsum Cave in Nevada beziehungsweise der Dry Cave in New Mexico. Die nördlichsten Funde stammen bisher aus der Region des Klondike River im Yukon Territory. Pferde mit ähnlich gestalteten schmalen Füßen aber unsicherer Zuweisung sind zudem aus Fairbanks in Alaska bekannt. Problematisch ist ein Zahn aus der Höhle San Josecito im mexikanischen Bundesstaat Nuevo León, der genetisch in die Variationsbreite von Haringtonhippus fällt, morphologisch aber der breitfüßigen Art Equus conversidens zugewiesen wurde, Ob der Fund auf ein gemischtes Material zurückgeht oder eine gewisse Plastizität innerhalb der Pferdevertreter aufzeigt, ist unklar. Die Berücksichtigung der weiteren Funde würde das geographische Verbreitungsgebiet von Haringtonhippus erweitern. Mit Ausnahme eines Teilskeletts aus der Lissie-Formation im südlichen Texas, das in das Mittelpleistozän datiert, stammen alle anderen bekannten Funde aus dem Oberpleistozän. Allerdings sind schmalfüßige Pferde in Nordamerika bereits aus dem Übergang vom Pliozän zum Unterpleistozän bekannt, die aber häufig größere Ausmaße erreichten als die späteren Formen. Hier ist eine sichere Stellung in der Gattung Haringtonhippus bisher nicht gegeben. Die jüngsten Funde aus dem nördlichen Nordamerika datieren radiometrisch um etwa 14.400 Jahre BP (14C-Jahre), im südlichen Nordamerika liegen die entsprechenden Werte bei 13.100 Jahre BP.

## Systematik
Haringtonhippus ist eine ausgestorbene Gattung aus der Familie der Equidae (Pferde). Innerhalb dieser wird sie in die modernere Unterfamilie Equinae gestellt, deren Mitglieder sich durch eine bessere Anpassung an Grasnahrung auszeichnen und dadurch hochkronige (hypsodonte) Zähne entwickelten. Hier wiederum gehört die Gattung zur Tribus der Equini und zur Untertribus der Pliohippina. Die Pliohippina setzen sich aus den modernen, einhufigen Pferden zusammen, ein Merkmal, dass auch alle heutigen Vertreter aus der Gattung Equus besitzen. Ihnen gegenüber stehen die Protohippina, die etwas urtümlicher gestaltet sind und noch drei Zehen aufweisen sowie in einzelnen Schädel- und Zahnmerkmalen abweichen. Als nächste Verwandte von Haringtonhippus gelten die Vertreter der Gattung Equus, wobei dies sowohl auf morphologischen, als auch molekulargenetischen Daten beruht. Anzumerken ist, dass für andere sehr nahe verwandte Pferdegattungen wie Dinohippus kein genetisches Material vorliegt. Den genetischen Daten zufolge trennte sich Haringtonhippus im Übergang vom Miozän zum Pliozän vor 5,7 bis 4,1 Millionen Jahren von der Equus-Linie ab. Die heutigen Pferde diversifizierten sich darauffolgend vor 4,5 bis 4,0 Millionen Jahren in eine caballine (Wild-/Hauspferd) und eine non-caballine Linie (Esel/Zebra). Bereits vor 7,66 bis 5,15 Millionen Jahren hatte sich das vorwiegend aus Südamerika stammende Hippidion von den gemeinsamen Vorfahren mit Haringtonhippus und Equus abgespalten.
Die Gattungsbezeichnung Haringtonhippus wurde im Jahr 2017 von Peter D. Heintzman und Forscherkollegen eingeführt. Sie basiert auf der genetischen Erkenntnis, dass sich die schmalfüßigen Pferde Nordamerikas, häufig auch als stilt-legged horses bezeichnet, nicht in die Gattung Equus einreihen, sondern die Schwestergruppe zu dieser bilden. Der Name Haringtonhippus wurde zu Ehren von Charles Richard Harington gewählt, der 1973 erstmals schmalfüßige Pferde vom östlichen Teil der Beringia beschrieben hatte, diese damals aber mit dem Kiang in Verbindung brachte. Die einzige anerkannte Art ist Haringtonhippus francisci. Sie geht auf Equus francisci von Oliver Perry Hay aus dem Jahr 1915 zurück. Hays Art fußt auf einem vollständigen Schädel und einem Teilskelett aus der Lissie-Formation im Wharton County in Texas. Das von Hay beschriebene Exemplar bildet nun den Holotyp der neuen Gattung (Exemplarnummer TMM 34–2518). Der Holotyp wurde aber nicht genetisch zu Haringtonhippus gehörig bestimmt, seine Zuweisung basiert auf morphologischen Aspekten. Nach ebenfalls morphologischen Erwägungen sehen einige Autoren Haringtonhippus innerhalb der Gattung Equus eingebettet und stufen somit beide als synonym zueinander ein.

## Zu denNew World stilt-legged horses

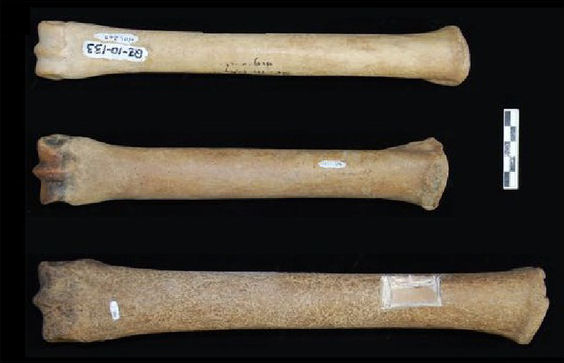
Mittelfußknochen verschiedener Pferdeformen: oben: Haringtonhippus francisci, Mitte: Equus lambei, unten: Equus scotti, Maßstab 5 cm

Der Ursprung der modernen Pferde liegt in Nordamerika, wo sich im Übergang vom Miozän zum Pliozän zahlreiche Formen herausbildeten. Die ersten Vertreter der Gattung Equus sind im Verlauf des Pliozäns nachweisbar, so aus der Ringold-Formation im US-Bundesstaat Washington oder der Hagerman local fauna von Idaho, beide Fundstellen entstanden vor rund 3,5 Millionen Jahren. Im Zeitraum vom ausgehenden 19. Jahrhundert bis zur zweiten Hälfte des 20. Jahrhunderts wurden zahlreiche Arten an ausgestorbenen Pferden für den nordamerikanischen Kontinent beschrieben, ihre Anzahl stieg bis in die 1980er Jahre auf fast 60 an. Im Jahr 1970 erkannten Ernest L. Lundelius, Jr. und Margaret S. Stevens, dass sich die Pferde des pleistozänen Nordamerikas anhand des Baus des Fußes in zwei Formengruppen unterscheiden lassen. Demnach besteht die eine Gruppe aus Pferden mit kurzen und breiten, die andere aus Pferden mit langen und schmalen Mittelfußknochen. Bei letzteren entsprach der Mittelfußknochen in seinen Ausmaßen und Proportionen dem des Asiatischen Esels (Equus hemionus) oder des Kiangs (Equus kiang). Lundelius und Stevens bezeichneten die schmalfüßigen Pferde als stilt-legged horses (etwa „stelzenbeinige Pferde“) und legten als Typusform Equus francisci fest. Die Form geht auf Oliver Perry Hay zurück, der sie 1915 anhand eines vollständigen Schädels und Teilskeletts aus der Lissie-Formation im Wharton County in Texas eingeführt hatte. Die Funde, die dem Mittelpleistozän angehören, waren zwei Jahre zuvor von einem Farmer ausgegraben und kurz darauf von Mark Francis, einem Professor am Agricultural and Mechanical College of Texas, sichergestellt worden (nach ihm benannte Hay seine Art). Hay legte eine umfassende Beschreibung des Materials vor und führte zahlreiche Vergleiche mit heutigen Pferden aus, er rekonstruierte den Fuß aber falsch, was Lundelius und Stevens erst rund ein halbes Jahrhundert später korrigierten.
Equus francisci war 1965 von Walter W. Dalquest und Jack T. Hughes mit Equus conversidens unter Verweis auf einen ähnlichen Zahnbau synonymisiert worden. Die Art wiederum hatte Richard Owen bereits 1869 unter Zuhilfenahme eines Schädelfragments aus dem Tal von Mexiko etabliert, sie verfügt aber, wie Lundelius und Stevens bei der Korrektur des Fußes von Equus francisci herausarbeiteten, über einen kurzen und breiten Metatarsus. Gleichzeitig erkannten sie bei ihren Untersuchungen auch Unterschiede in der Gebissstruktur. So zeigt das Schmelzband auf dem hinteren unteren Mahlzahn zwischen dem Metaconid und Metastylid bei Equus francisci einen V-förmigen engen Verlauf (was häufig mit den Zebras und Eseln in Verbindung gebracht wird), während dieses bei Equus conversidens offen U-förmig ist (häufig als Merkmal caballiner Pferde gedeutet). Die beiden Autoren ordneten den stilt-legged horses weitere schmalfüßige Formen Nordamerikas wie Equus quinni (Dallas, Texas) und Onager zoyatalis (Mexiko) bei, die sie als Synonyme für Equus francisci betrachteten. In der Folgezeit übernahmen einzelne Wissenschaftler die Meinung und bestätigten das Vorkommen einer breit- und einer schmalfüßigen Art in Nordamerika. Es bestanden aber unterschiedliche Auffassungen in der Benennung der stilt-legged horses, da unter anderem Equus calobatus von Edward L. Troxell 1915 oder Equus tau ebenfalls von Owen 1869 bevorzugt wurden. In den meisten Fällen handelte es sich aber um Taxa, die auf ungenügenden Beschreibungen oder wenig aussagekräftigen Funden basierten beziehungsweise deren Typusmaterial verloren gegangen war. In folgenden Studien stellte sich daher Equus francisci als der älteste verfügbare Name heraus. Melissa C. Winans fasste im Jahr 1989 in einer umfassenden Analyse der modernen Pferde Nordamerikas alle stilt-legged horses in der „Equus francisci group“ zusammen. Diese vereinte demnach Formen wie Equus altidens, Equus arellanoi, Equus calobatus, Equus quinni und Equus zoyatalis. Als Definition gab sie ein Längen-Breiten-Verhältnis des Mittelhandknochens von 5:1 und des Mittelfußknochens von 6:1 an.
In ihrer Arbeit sahen Lundelius und Stevens die stilt-legged-horses als eine auf das südliche Nordamerika begrenzte Pferdegruppe an. Nur wenig später konnten ähnlich schmalfüßige Pferde auch aus dem nördlichen Teil Nordamerikas beschrieben werden, so etwa vom Gold Run Creek südlich von Dawson im Territorium Yukon, so dass sich das Verbreitungsgebiet auf den größten Teil der nordamerikanischen Landmasse erweiterte. Die meisten Wissenschaftler jener Zeit brachten die stilt-legged-horses mit den asiatischen Eseln in Verbindung, was sich teilweise auch durch die Verwendung der Untergattung Hemionus ausdrückte, und sahen sie als Einwanderer aus dem asiatischen Raum an. Genetische Untersuchungen an Fossilmaterial verbunden mit der Analyse der rezenten Arten erbrachten aber Anfang des 21. Jahrhunderts ein anderes Bild. Dabei stellte sich heraus, dass die stilt-legged horses eine monophyletische Gruppe formen, die den caballinen Pferden als Schwestergruppe gegenübersteht. Zum Asiatischen Esel oder zu anderen rezenten non-caballinen Pferdearten Eurasiens bestand keine Verbindung, demnach hatten die stilt-legged horses offensichtlich nicht die Beringbrücke passiert. Des Weiteren erbrachten die Untersuchungen auch keine engere Beziehung zu verschiedenen ausgestorbenen Pferden Eurasiens und Nordamerikas, da diese direkt in die Variationsbreite der caballinen Pferde fielen. Aus diesem Grund wurden die schmalfüßigen Pferde Nordamerikas als endemische Gruppe des Kontinents aufgefasst und verdeutlicht mit New World stilt-legged horses (NWSL) bezeichnet. Nachfolgend konnte dies mit mehreren weiteren genetischen Untersuchungen bestätigt werden, unter anderem war auch eine nähere Verwandtschaft mit den ausgestorbenen südamerikanischen Equus-Vertretern (häufig zur Untergattung Amerhippus gestellt) nicht belegbar, da diese ebenfalls zu den caballinen Pferden gehören. Die Analysen basierten zumeist auf unvollständigen DNA-Sequenzen. Im Jahr 2017 vorgenommene Studien vollständiger Gensequenzen ergaben eine Stellung der stilt-legged horses als Schwestergruppe der Pferde/Zebra/Esel-Klade, weswegen sie in die neue Gattung Haringtonhippus verschoben wurden. Demnach scheinen in Nordamerika bis zum Ende des Pleistozäns mit Haringtonhippus und Equus zwei Pferdegattungen präsent gewesen zu sein, ähnlich wie es für Südamerika mit Hippidion und Equus belegt ist. Die morphologischen Übereinstimmungen mit einigen Vertretern der Gattung Equus, etwa die langschmalen Beine beim Asiatischen Esel, haben sich somit unabhängig voneinander entwickelt.